# Regionalverkehr Mittelland
La Regionalverkehr Mittelland (acronimo RM), nota anche con il nome in lingua francese Transports Régionaux du Mittelland, è stata una compagnia ferroviaria della Svizzera. 

## Storia
La società fu fondata il 29 aprile 1997 (con effetto retroattivo al 1º gennaio) a Burgdorf in seguito alla fusione di tre società ferroviarie preesistenti:
- Emmental-Burgdorf-Thun-Bahn (EBT), con sede a Burgdorf;
- Solothurn-Münster-Bahn (SMB), con sede a Soletta;
- Vereinigte Huttwil-Bahnen (VHB), con sede a Huttwil.

Sin dal 1944 EBT, SMB e VHB condividevano la direzione.
Nel 2005 venne scorporato dalla RM il ramo d'azienda relativo al trasporto merci, con la creazione della società Crossrail GmbH. Il nome Crossrail era già utilizzato dalla RM per un servizio RoLa tra Wiler bei Utzenstorf e Domodossola.
Con contratto di fusione del 12 giugno 2006 (con effetto retroattivo al 1º gennaio) la RM si è fusa con la BLS Lötschbergbahn nella società BLS AG.

## Società
Nel 2005 la RM era una società anonima con azionisti principali la Confederazione (33%), il canton Berna (30%), il canton Lucerna (4%), il canton Soletta (3%), i comuni interessati (16%); il resto delle azioni erano di proprietà di privati.

## Esercizio
La RM gestiva le linee ferroviarie:
- Soletta-Langnau (ex EBT);
- Burgdorf-Thun (ex EBT);
- Soletta-Moutier (ex SMB);
- Langenthal-Huttwil (ex VHB);
- Huttwil-Wolhusen (ex VHB);

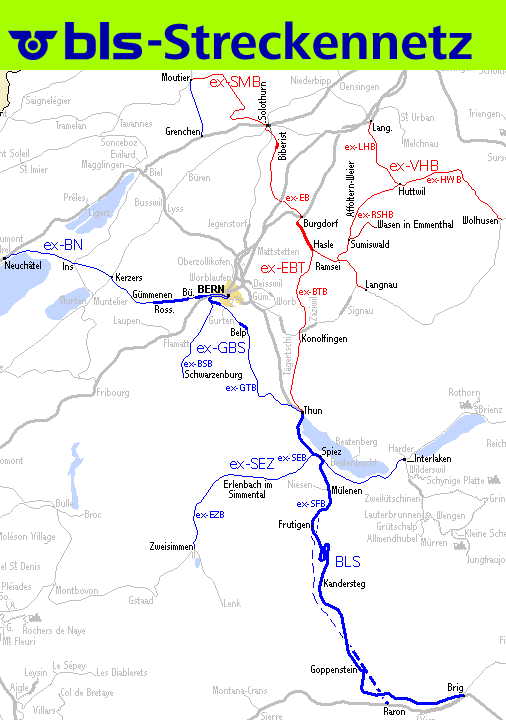
La rete BLS dopo la fusione con la RM; in rosso le linee ex RM

- Ramsei-Sumiswald-Huttwil (ex VHB).

La rete ferroviaria era lunga complessivamente 162,5 km, interamente a scartamento normale ed elettrificata in corrente alternata monofase con la tensione di 15000 V alla frequenza di 16,7 hertz e con una pendenza massima del 28 per mille. I depositi erano situati a Burgdorf, Oberburg e Huttwil; a Oberburg erano situate le officine sociali.

## Materiale rotabile

### Materiale motore - prospetto di sintesi
| Tipo                   | Unità            | Anno di costruzione | Costruttore          | Note |
| ---------------------- | ---------------- | ------------------- | -------------------- | --- |
| Locomotive elettriche  | Be 4/4 101÷108   | 1933-53             | SLM-SAAS             | ex EBT, per treni merci; 107÷108 accantonate nel 1999, 101 e 103÷106 accantonate nel 2000, 102 ceduta al Club Salon Bleu nel 2006                                                               |
| Locomotive elettriche  | Be 4/4 171÷172   | 1932                | SLM-SAAS             | ex SMB, per treni merci; 172 accantonata nel 1999, 171 ceduta a Classic Rail nel 2006 |
| Locomotive elettriche  | Re 436 111÷113   | 1969-83             | SLM-BBC-MFO-SAAS     | ex EBT, per treni merci; fino al 1995/2001 Re 4/4 111÷113, cedute nel 2006 a Crossrail |
| Locomotiva elettrica   | Re 436 114       | 1983                | SLM-BBC              | ex VHB, per treni merci; fino al 1999 Re 4/4 141, ceduta nel 2006 a Crossrail |
| Locomotiva elettrica   | Re 436 181       | 1983                | SLM-BBC              | ex SMB, per treni merci; fino al 1998 Re 4/4 181, dal 2000 Re 436 115, ceduta nel 2006 a Crossrail                                                                                              |
| Locomotive elettriche  | Re 456 142÷143   | 1993                | SLM-ABB              | ex VHB, per treni merci |
| Automotrice elettrica  | BDe 576 201      | 1966                | SIG-BBC              | ex EBT, fino al 1995 BDe 4/4 II 201, dal 2002 BDe 576 250, ceduta nel 2004 alla OeBB |
| Automotrici elettriche | BDe 576 251÷252  | 1966                | SIG-BBC              | ex VHB, fino al 1995 BDe 4/4 II 251÷252, 251 ceduta nel 2003 alla SOB, 252 demolita nel 2004 |
| Automotrici elettriche | RBDe 566 221÷226 | 1973-74             | SWS-SAAS-ABB         | ex EBT, fino al 1995 RBDe 4/4 221÷226 |
| Automotrice elettrica  | RBDe 566 261     | 1973                | SWS-SAAS-ABB         | ex VHB, fino al 1996 RBDe 4/4 261, dal 2002 RBDe 566 220 |
| Automotrice elettrica  | RBDe 4/4 281     | 1973                | SWS-SAAS-ABB         | ex SMB, dal 2002 RBDe 566 227 |
| Automotrici elettriche | RBDe 566 227÷233 | 1984-85             | SWP-SIG-BBC          | ex EBT, fino al 1995 RBDe 4/4 II 227÷233, dal 2002 RBDe 566 230÷236 |
| Automotrici elettriche | RBDe 566 262÷265 | 1985                | SWP-SIG-BBC          | ex VHB, fino al 1995 RBDe 4/4 II 262÷265, dal 2002 RBDe 566 237÷240 |
| Automotrici elettriche | RBDe 566 282÷283 | 1985                | SWP-SIG-BBC          | ex SMB, fino al 1995 RBDe 4/4 II 282÷283, dal 2002 RBDe 566 241÷242 |
| Automotrici elettriche | De 586 235÷236   | 1980-81             | SWS-SIG-BBC-MFO-EBT  | automotrici bagagliaio, ex EBT, ricostruzione delle BDe 2/4 del 1932-33; fino al 1998-99 De 4/4 235÷236, dal 2002 De 586 256÷257, 256 demolita nel 2004, 257 ceduta nel 2006 al Club Salon Bleu |
| Automotrici elettriche | De 586 266÷267   | 1981                | SWS-SIG-BBC-MFO-EBT  | automotrici bagagliaio, ex VHB, ricostruzione delle BDe 2/4 del 1932-33; fino al 1998 De 4/4 235÷236, dal 2002 De 586 258÷259, cedute nel 2004 al Club Salon Bleu                               |
| Automotrice elettrica  | BDe 2/4 240      | 1933                | SWS-SIG-BBC          | automotrice storica, ex EBT, ceduta nel 2002 al Club Salon Bleu |
| Automotrice elettrica  | ABe 526 290      | 1940                | SLM-SWS-MFO-BBC-SAAS | ex SOB, immatricolata nel 2001 per l'associazione Verein Tunnelkino |
| Elettrotreni           | RABe 526 260÷265 | 2003                | Stadler-ABB          | per le linee Soletta-Moutier e Burgdorf-Thun |
| Elettrotreni           | RABe 526 280÷286 | 2004                | Stadler-ABB          | per la rete celere di Berna |